# Fimber Pass
Fimber Pass är ett bergspass i Schweiz.   Det ligger i regionen Engiadina Bassa/Val Müstair och kantonen Graubünden, i den östra delen av landet. Fimber Pass ligger 2 608 meter över havet.
Passet ligger mellan Piz Mottana, 2 928 meter över havet, och Ils Chalchogns, 2 792 meter över havet.
Trakten runt Fimber Pass består i huvudsak av kala bergstoppar och gräsmarker.